# Liochthonius kirghisicus
Liochthonius kirghisicus är en kvalsterart som beskrevs av Krivolutsky 1971. Liochthonius kirghisicus ingår i släktet Liochthonius och familjen Brachychthoniidae. Inga underarter finns listade i Catalogue of Life.